# Extase (toestand)

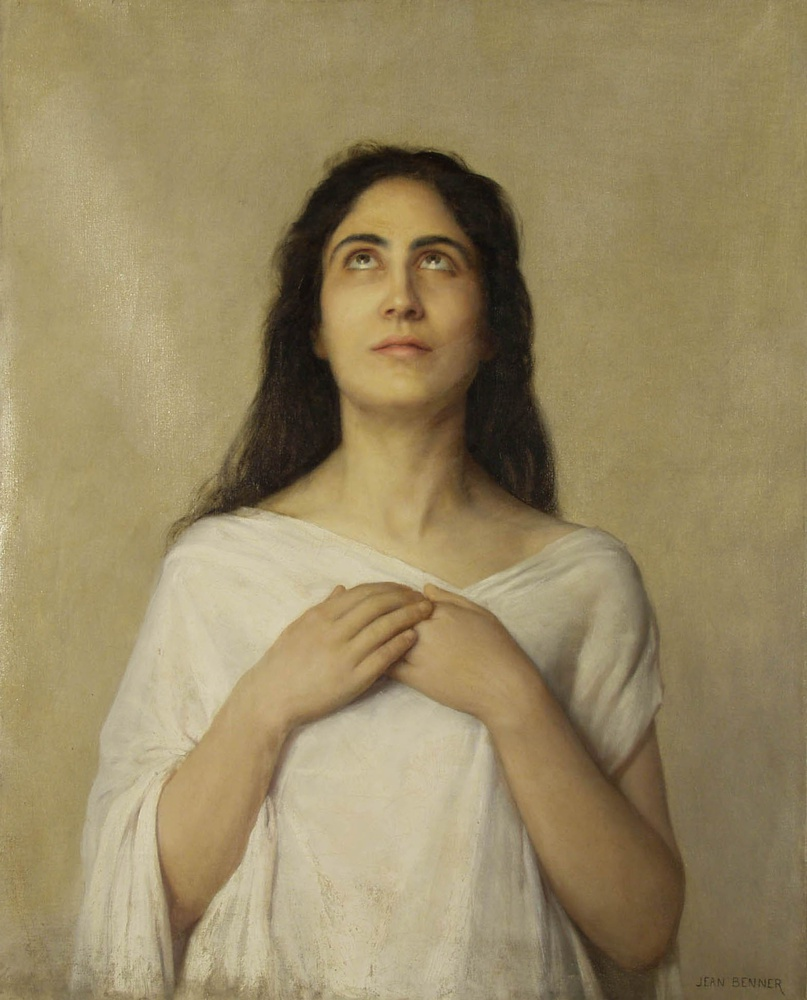
Jean Benner: Extase (Musée d'art moderne et contemporain de Strasbourg)

Extase (van het Oudgriekse ἔκστασις, ékstasis, "buiten jezelf") is een subjectieve ervaring van totale betrokkenheid van het subject, met een object van het bewustzijn. In de Oudgriekse literatuur verwijst het naar het losmaken van de geest of het lichaam "van zijn normale functie".

## Hebreeuwse Bijbel
In de oudste delen van de Hebreeuwse Bijbel lag in beschrijvingen van profeten de nadruk op extatische kenmerken (zoals in 1 Samuel 10:5-6). In 1 Samuel 19:18-24 nam de Geest Saul, er werden muziekinstrumenten gebruikt en Saul trok zijn kleren uit. Ook Bileam werd door de Geest gegrepen (Numeri 24:2) en de priesters van Baäl probeerden door hun god gehoord te worden door cultische dansen en automutilatie (1 Koningen 18:26-29).

## Christendom

### Nieuwe Testament
In het Nieuwe Testament wordt Johannes de Doper beschreven als een extatische asceet. Het is niet duidelijk of de ervaringen van Jezus van geestvervoering na zijn doop (Marcus 1:12-13; Matteüs 4:1-11) en/ of zijn gedaanteverandering (Marcus 9:2-8) moeten worden opgevat als directe extatische visioenen.
In het vroege christendom werd vanaf de gebeurtenissen met Pinksteren (Handelingen 2:4) en de eerste martelaren, zoals Stefanus (Handelingen 6:15; 7:55-56), in toenemende mate gesproken van visioenen en innerlijke beleving van de stem van God (zoals in Handelingen 8:29; 9:10-12; 10:3-17, 44-47; 12:6-9; 13:1-3; zie ook 2 Korintiërs 5:13). De apostel Paulus, zelf levendig extatisch sinds zijn bekering, weigerde te veel nadruk te leggen op deze ervaringen.

### Vroege kerk na de apostelen
Zowel de vroege kerk als de ketterse bewegingen (bijvoorbeeld het montanisme) kennen tal van, soms agressieve, extatica. In een droom zag Polycarpus van Smyrna zijn kussen in brand staan en profeteerde hij over zijn martelaarschap.
De geschriften van Pseudo-Dionysius Areopagita, geschreven rond 500, die tot in de moderne tijd werden beschouwd als authentieke werken van een leerling van de apostelen, beschrijven extase als uit zichzelf treden en "worden verheven tot de boven-essentiële straal van goddelijke duisternis".